# Lana Del Ray (음반)
《Lana Del Ray》는 미국의 싱어송라이터 라나 델 레이의 데뷔 정규 앨범이다. 이 앨범은 2010년 1월 4일, 미국 아마존 MP3와 아이튠즈 스토어를 통해 5 포인츠 레코드를 통해 발매되었다. 그러나 델 레이의 설명에 따르면, 레이블이 자금을 지원할 수 없었기 때문에 이후 곧바로 판매처에서 철회되었다. 델 레이는 결국 앨범의 권리를 다시 사들였다. 예명 라나 델 레이로 두 번째 정규 앨범 《Born to Die》(2012)를 발표한 이후, 그녀는 《Lana Del Ray》를 재발매하고 싶다는 뜻을 밝히기도 했으나, 이는 실현되지 않았다. 해당 앨범은 공식적으로 실물 형태로 발매된 적은 없으며, 부틀렉 LP, CD, 카세트 테이프 형태로만 유통되었다. 이 앨범은 팬들 사이에서 델 레이의 숨겨진 히트작으로 평가받고 있다.

## 녹음 및 역사
라나 델 레이는 2008년 10월, 본명을 리지 그랜트로 활동하던 당시 5 포인츠 레코드를 통해 세 곡이 수록된 익스텐디드 플레이 《Kill Kill》을 발매했다. 이 앨범은 2008년 동안 약 3개월에 걸쳐 데이비드 케인과 함께 녹음되었다. 수록곡 〈Yayo〉는 이후 재녹음되어, 2012년 익스텐디드 플레이 《Paradise》에 다시 수록되었다. 델 레이는 케인에 대해 "팝 음악만을 만드는 것이 아닌, 진정성을 지닌 프로듀서로 잘 알려져 있다"고 언급했다. 그녀의 아버지인 로버트 그랜트는 앨범 마케팅을 도왔으며, 이 앨범은 한동안 아이튠즈에서 구매할 수 있었지만, 곧 철회되었다. 케인과 레이블 소유주 데이비드 니크턴에 따르면, 델 레이는 해당 앨범을 유통 중단시키고자 5 포인츠 레코드로부터 권리를 다시 사들였다. 인터뷰에서 니크턴은 "그녀와 새 매니저가 와서 '이 앨범을 시장에서 내리고 싶습니다. 우리는 완전히 새로운 계약을 진행할 겁니다. 계약을 종료하고 권리를 사들이겠습니다'라고 말했습니다. 그래서 우리는 분리 계약을 체결했죠"라고 밝혔다.
2012년 1월, 두 번째 정규 앨범 《Born to Die》 발매 직후 델 레이는 BBC와의 인터뷰에서 해당 앨범의 권리를 최근 다시 사들였으며, 2012년 여름 재발매할 계획이라고 밝혔다. 그러나 같은 해 5월, 여름에 재발매하지 않겠다고 발표했다. 다만 〈Yayo〉는 재녹음되어 익스텐디드 플레이 《Paradise》에 수록되었다.
한편, 케인은 본인의 공식 웹사이트에 〈Gramma〉의 녹음 과정과 관련된 이야기를 남겼는데, 그는 "리지의 할머니는 그녀 삶에서 매우 중요한 존재입니다. 녹음하는 내내 리지는 할머니가 자신의 무릎에 앉힌 사진을 곁에 두고 있었어요", "리지가 울고 있었는데, 해변에서 햇살을 받으며 환히 웃고 있는 할머니 모습이 정말 따뜻했죠"라고 전했다.

## 배경 및 발매

### 배경
라나 델 레이와 프로듀서 데이비드 케인은 2008년, 해당 앨범을 위해 총 13곡을 녹음했다. 그러나 이 곡들을 곧바로 전곡 앨범으로 발매하지 않고, 레이블은 세 곡을 먼저 추려 2008년 10월 21일 프로모션용 익스텐디드 플레이 《Kill Kill》로 선공개했다. 이때 델 레이는 '리지 그랜트'라는 이름을 사용했다. 이 EP는 비평가들로부터 시적이며 우아하다는 평을 받으며 긍정적인 평가를 얻었고, 델 레이는 유망 신인 아티스트로 주목받게 되었다. 《Kill Kill》 발매 이후 델 레이는 예명을 바꾸고 싶다는 의사를 드러냈다. 마이애미 여행 중, 쿠바 출신 친구들과 스페인어로 대화하던 도중 "라나 델 레이"라는 이름을 떠올리게 되었다. 이는 여배우 라나 터너와 포드의 델 레이 세단에서 영감을 받은 것으로, 그녀와 친구들은 이 이름이 해안가의 화려함을 떠올리게 했다고 말했다. 델 레이는 "입에서 흘러나오는 소리가 정말 멋졌어요"라고 회상했다. 당시에는 ‘레이’를 R-A-Y로 표기하는 철자를 사용했다.

### 초기 발매
정규 앨범은 2010년 1월 4일, 아이튠즈 스토어와 아마존을 통해 디지털 독점으로 공식 발매되었다. 당시 앨범과 델 레이 자신은 총 세 가지 이름으로 마케팅되었다. 발매 시점에서는 델 레이와 앨범 모두 ‘라나 델 레이’가 아닌 ‘라나 델 레이 (R-A-Y)’로 표기되었다. 하지만 앨범 커버에는 《Lana Del Ray A.K.A. Lizzy Grant》라는 제목이 적혀 있었으며, 델 레이는 여전히 ‘리지 그랜트’라는 이름도 함께 사용하고 있었다. 이 앨범은 소량의 CD를 제작해 공연장에서 판매할 계획이었으나, 제작 도중 델 레이는 예명 철자를 'Lana Del Ray'에서 'Lana Del Rey'(R-E-Y)로 변경하기로 결정했다. 이에 따라 새 철자를 반영한 소량의 CD만 제작되었다. 결국 피지컬 음반 발매는 전면 취소되었고, CD는 공식적으로 유통되지 않았다.

### 취소 및 철회
《Lana Del Ray》는 발매 세 달 만에 시장에서 철수되었다. 2010년 4월 1일, 델 레이와 그녀의 매니지먼트는 5 포인츠 레코드와 계약 종료 협의를 맺었다. 이후 2012년 정규 앨범 《Born to Die》를 발표한 델 레이는 해당 앨범을 재발매하고 싶다는 뜻을 밝혔다.
2012년 11월 9일, 델 레이는 《Born to Die》의 재발매반 《Born to Die: The Paradise Edition》을 발표했다. 이 앨범은 원래의 디럭스 앨범과 더불어 9개의 신곡으로 구성되어 있었으며, 이 신곡들은 별도의 익스텐디드 플레이 《Paradise》로도 발매되었다. 《Paradise》 수록곡 중 하나인 〈Yayo〉는 《Lana Del Ray》의 마지막 트랙으로 수록되어 있던 원곡을 재작업한 버전이다. 2023년 기준, 《Lana Del Ray》에 수록된 곡 중에서 정식으로 피지컬로 발매된 곡은 〈Yayo〉뿐이다.

## 곡 목록
전체 작사·작곡: 표시된 곳을 제외하고는 엘리자베스 그랜트가 하였으며ㅡ 프로듀싱은 데이비드 카흐네가 맡았다.
| #            | 제목                                                                     | 재생 시간 |
| ------------ | ------------------------------------------------------------------------ | --------- |
| 1.           | 〈Kill Kill〉                                                            | 3:59      |
| 2.           | 〈Queen of the Gas Station〉 (writers: Grant, David Kahne)               | 3:06      |
| 3.           | 〈Oh Say Can You See〉                                                   | 3:42      |
| 4.           | 〈Gramma (Blue Ribbon Sparkler Trailer Heaven)〉 (writers: Grant, Kahne) | 3:50      |
| 5.           | 〈For K, Pt. 2〉                                                         | 3:26      |
| 6.           | 〈Jump〉                                                                 | 2:53      |
| 7.           | 〈Mermaid Motel〉                                                        | 4:01      |
| 8.           | 〈Raise Me Up (Mississippi South)〉                                      | 4:24      |
| 9.           | 〈Pawn Shop Blues〉 (writers: Grant, Kahne)                              | 3:29      |
| 10.          | 〈Brite Lites〉                                                          | 3:00      |
| 11.          | 〈Put Me in a Movie〉                                                    | 3:15      |
| 12.          | 〈Smarty〉 (writers: Grant, Kahne)                                       | 2:51      |
| 13.          | 〈Yayo〉                                                                 | 5:42      |
| 총 재생 시간 | 총 재생 시간                                                             | 47:38     |

## 노트
1. ↑  《Lana Del Ray A.K.A. Lizzy Grant》라 불리기도 한다.